# 葉住利蔵
葉住 利蔵（はすみ りぞう、慶應2年7月6日（1866年8月15日） - 大正15年（1926年）9月14日）は、日本の実業家、政治家。上野国太田（現・群馬県太田市）出身。号は松堂。

## 経歴
商家葉住利右衛門の長男として生まれた。明治18年（1885年）3月、横浜商業学校を卒業して帰郷し、家業に励んだ。
明治21年（1888年）、太田町商工会の設立に奔走し、会頭に推された。 
明治31年（1898年）には新田銀行（現群馬銀行）を設立して頭取となり、同43年（1910年）には利根発電を設立して社長に就任し、電灯を太田に灯した。この間、同41年（1908年）には藪塚石材軌道（後の太田軽便鉄道、現東武桐生線）を開き、社長として運輸業の発展にも貢献した。
政界においては明治31年（1898年）から県会議員として2期つとめた。同45年（1912年）、群馬県郡部の第11回衆議院議員総選挙で当選し、立憲政友会の衆議院議員として2期6年間つとめる。晩年は新田郡教育会長をつとめ、金山図書館（市指定重要文化財）を設立するなど教育の振興にも尽力した。
大正15年（1926年）9月14日、病没。